# Sybra pantherina
Sybra pantherina är en skalbaggsart som beskrevs av Heller 1915. Sybra pantherina ingår i släktet Sybra och familjen långhorningar. Inga underarter finns listade i Catalogue of Life.